# SS Stella
El Stella fue un transbordador de pasajeros de la London and South Western Railway (LSWR). Construido en Glasgow en 1890, naufragó en 1899 frente a las costas de Casquets durante una travesía de Southampton a Guernesey.

## Hundimiento
El Jueves Santo, 30 de marzo de 1899, el Stella partió de Southampton hacia Saint Peter Port, Guernsey, con 147 pasajeros y 43 tripulantes. Muchos de los pasajeros viajaban a las Islas del Canal para pasar las vacaciones de Semana Santa o regresaban a casa durante las vacaciones de Semana Santa. El Stella salió de Southampton a las 11:25 y después de pasar The Needles avanzó a toda velocidad a través del Canal de la Mancha. Se encontraron algunos bancos de niebla y se redujo la velocidad dos veces al pasar por ellos. Al acercarse a las Islas del Canal, se encontró otro banco de niebla, pero no se redujo la velocidad. Poco antes de las 16:00 horas se escuchó la señal de niebla del faro de Casquets y los Casquets aparecieron justo delante. El capitán Reeks ordenó que los motores dieran marcha atrás e intentó alejarse de las rocas. Stella arrastró dos rocas y luego un arrecife de granito sumergido le abrió el fondo del casco.
El Stella se hundió en ocho minutos. Se botaron con éxito cuatro botes salvavidas y un quinto volcó. Se respetó el primer protocolo para mujeres y niños, aunque una azafata, Mary Ann Rogers, abandonó su chaleco salvavidas y rechazó un lugar en un bote salvavidas. El bote salvavidas volcado fue posteriormente enderezado por una extraña ola y 12 personas lograron subir a él. Cuatro de ellos murieron por exposición durante la noche. Los ocho supervivientes restantes fueron rescatados por el remolcador naval francés Marsouin.
Un bote salvavidas, con 38 supervivientes a bordo, iba remolcado por un cúter con 29 supervivientes a bordo. Estos dos barcos fueron avistados a las 07:00 horas del 31 de marzo por el vapor LSWR Vera. Fueron recogidos y aterrizados en Saint Helier, Jersey . El otro cúter, con 24 supervivientes a bordo, llevaba un bote remolcador con 13 supervivientes a bordo. Fueron recogidos por el barco de vapor Lynx del Great Western Railway (GWR), que navegaba de Weymouth a St Peter Port. El vapor LSWR Honfleur ayudó en la búsqueda de supervivientes. En total, 86 pasajeros y 19 tripulantes murieron en el hundimiento.
Dos buzos de las Islas del Canal descubrieron los restos del naufragio del Stella en junio de 1973. Se encuentra a 49 metros (161 pies) de agua al sur de Casquets.